# Скіпетр Великого Наряду

Скіпетр на малюнку Ф. Г. Солнцева, XIX століття

Скіпетр Великого Наряду, Мономахів скіпетр — одна з колишніх царських регалій, що зберігається у зібранні Збройової палати Московського кремля. Це найдавніший скіпетр з усіх, що належали монархам Росії. Він є парним до держави, разом з якою входив до парадного царського вбрання — «Великого», або Першого Наряду. Звідти походить його назва.

## Історія
Вперше скіпетряк атрибут влади монарха з'явився в Московії в 1584 при вінчанні на царство останнього з роду Рюриковичів — Федіра Івановича. З тих часів і до 1917 скіпетр був одним із символів самодержавства.
Разом зі спорідненою державою він входив до «Великих Нарядів» царів Бориса Годунова, Михайла Федоровича, Олексія Михайловича, Федіра III Олексійовича та Івана V Олексійовича. Після смерті останнього він вже ніколи не використовувався за прямим призначенням.
За легендою, що виникла у першій половині XVIII ст., скіпетр разом із державою, Шапкою Мономаха та іншими реліквіями були даровані Візантією в XI ст. Володимиру Мономаху. Звідти його поширена дореволюційна назва — «Мономахів».

## Опис
Скіпетр, як і парна до нього держава, виготовлений у Західній Європі наприкінці XVI — на початку XVII ст. Він виготовлений із золота. Руків'я поділяється на три секції, вкриті емальованими візерунками, серед яких є рельєфні зображення голів янголів, квітів, плодів. Навершя виготовлене у вигляді трьох орлів, що тримають маленьку корону.

За описом 1642: 
|  | «Скипетр золот чеканной с розными финифты и с каменьи, с алмазы и с яхонты червчатыми и с изумруды; наверху три орла пластанных крылами вместе, с финифты; по верху орлов корона, на короне на спне камень яхонт лазорев, на нем зерно гурмицкое. Со скипетра снят яхонт лазорев, а в то место положен изумруд» |

Він прикрашений 1 великим смарагдом у наверші маленької корони, 20 діамантами та кількома іншими коштовними камінцями.